# 케빈 게이츠
케빈 제롬 질야드(Kevin Jerome Gilyard, 1986년 2월 5일 ~ )는 흔히 케빈 게이츠 (Kevin Gates)로 잘 알려진 미국의 힙합 가수이다. 루이지애나주 출신인 그는 14살부터 랩을 시작했으며, 같은 도시 출신인 웨비, 릴 부시와 친하다. 그는 2008년 자신의 데뷔 싱글인 "Get in the Way"를 냈고, 2016년 2월 5일 자신의 첫 음반 Islah를 발매하였다. 이 음반은 빌보드 200 차트에서 2위로 데뷔하였으며, 빌보드 랩 음반 차트에서는 1위를 차지하였다. 그의 싱글 중 I Don't Get Tired, Really Really, 2 Phones는 빌보드 핫 100 차트에 랭크되기도 하였다.